# Келлі Сатертон
Келлі Сатертон  (англ. Kelly Sotherton, 13 листопада 1976) — британська легкоатлетка, олімпійська медалістка.

## Виступи на Олімпіадах
| Олімпіада  | Дисципліна              | Місце |
| ---------- | ----------------------- | ----- |
| Афіни 2004 | семиборство             | 3     |
| Пекін 2008 | естафета 4 x 400 метрів | 5     |
| Пекін 2008 | семиборство             | 4     |

## Зовнішні посилання
- Досьє на sport.references.com [Архівовано 18 вересня 2011 у Wayback Machine.]